# Sen na jawie (obraz Dantego Gabriela Rossettiego)
Sen na jawie (Portret Jane Morris) (ang. The Day Dream) – obraz olejny należącego do grupy prerafaelitów malarza Dantego Gabriela Rossettiego, namalowany w 1880 r. Zleceniodawcą był Constantine Alexander Ionides, który zakupił płótno za 700 funtów. Obecnie dzieło znajduje się w Muzeum Wiktorii i Alberta w Londynie.

## Opis obrazu
Artysta przedstawił postać pięknej, wyidealizowanej kobiety siedzącej pośród zieleni. Do obrazu pozowała wielokrotna modelka Rossettiego Jane Morriss, żona przyjaciela malarza Williama Morrisa. Parę łączył długi i burzliwy romans, który doprowadził do zerwania przyjaźni pomiędzy artystami. Jane Morriss ukazana została w powłóczystej, zielonej sukni, dzięki czemu jej postać wtapia się w otaczającą roślinność. Jej prawa ręka lekko obejmuje gałąź kwitnącego krzewu, na kolanach ma otwartą książkę, na której trzyma półotwartą dłoń z kwiatem kapryfolium. Kobieta jest zamyślona i melancholijna, robi wrażenie nieobecnej.
Obraz ma zwartą i ciasną kompozycję, niemal wszystkie wolne miejsca wypełnione zostały bujną roślinnością. Uzupełnieniem płótna jest masywna rama, na której Rossetti umieścił tabliczkę z sonetem własnego autorstwa, opisującym sen na jawie bohatera tracącego poczucie rzeczywistości.

## Interpretacje i nawiązania
Obraz Sen na jawie może być odbierany jako alegoria natury, wiosny lub kobiecej urody, jednak wielu krytyków dostrzega w nim przekaz erotyczny. W czasie, gdy powstawał obraz, malarza łączyło z modelką gorące uczucie, które zapewne symbolizują pachnące kwiaty wiciokrzewu. Roślina wydaje jednak trujące owoce, co z kolei może nawiązywać do motywu zakazanej miłości.
Charakterystyczne dłonie modelki o nadnaturalnie długich i cienkich palcach świadczą o fascynacji malarza Moną Lisą Leonarda da Vinci i portretami kobiet Rafaela. Natomiast otwarta książka leżąca na kolanach Jane Morris odnosi się do Nowego życia Dantego Alighieri.
Obraz pierwotnie miał się nazywać Vanna lub Monna Primavera, jednak malarz zrezygnował z literackich odniesień decydując się na obecny tytuł.